# Presidential Lakes Estates
Presidential Lakes Estates – jednostka osadnicza w Stanach Zjednoczonych, w stanie New Jersey, w hrabstwie Burlington.